# Picture Manipulation Inspector
Picture Manipulation Inspector (PMI) ist eine Software für digitale Bildforensik des IT-Dienstleistungsunternehmens Cognizant Technology Solutions.
Im Bereich Bildforensik stellt die PMI-Software global eine der ersten Lösungen zur Aufdeckung von Fotomanipulation dar.

## Beschreibung
Der Picture Manipulation Inspector basiert auf einer selbstlernenden Datenbank sowie einem neuronalem Netz mit mehr als zehn Algorithmen. Er stellt objektiv fest, ob ein Bild im Sinne von Fraud manipuliert wurde.
Keine Bildmanipulation im Sinne von Fraud
- Editing
- Vergrößern / Verkleinern / Ausschneiden eines Bildes
- Tonwertkorrekturen etc.
- Formatkonvertierung

Bildmanipulation im Sinne von Fraud
- Painting
- Bildausschnitte entfernen / verändern / hinzufügen

Zur Überprüfung der Authentizität der Bilder analysiert die PMI-Software mit der SMDTP-Technologie die Bilddaten hinsichtlich der Charakteristiken des Bildursprungs einerseits sowie der Existenz von Bildbearbeitungs-Operationen andererseits.
Das Programm erkennt jegliche Abweichungen vom Bildursprung sowie Bildmanipulationen und stellt diese anschließend mit Wahrscheinlichkeitsberechnungen in einem Analysebericht dar.
Aufgrund der Automatisierung der bildforensischen Prozesse wird durch die Verwendung der PMI-Software die manuelle forensische Untersuchung von Bildern nahezu abgelöst.

## Anwendungsbereiche
Die PMI-Software kann in vielen Bereichen zur Absicherung der Echtheit von Bildern angewandt werden. In erster Linie wird die Software von Fotoagenturen und Bildredaktionen verwendet. Weitere Anwendungsbereiche sind Versicherungen, Reklamationsabteilungen, Ermittlungsbehörden sowie Gutachter, da Bilder häufig als Nachweis für Zahlungen, Reklamationen und Schadensdokumentationen genutzt werden.
PMI ist für die 64-Bit-Version der kostenlosen Linux-Distribution Ubuntu 12.04 konzipiert.